# Црвење
Црвење је насеље у Србији у општини Књажевац у Зајечарском округу. Према попису из 2022. било је 95 становника (према попису из 1991. било је 237 становника).

## Историја
У месту је новембра 1925. године откривен споменик погинулим ратницима из Првог светског рата. Свечаности је присуствовао краљев изасланик, генерал Милан Недић.

## Демографија
У насељу Црвење живи 80 пунолетна становника, а просечна старост становништва износи 50,1 година (51,0 код мушкараца и 49,0 код жена). У насељу има 39 домаћинства, а просечан број чланова по домаћинству је 2,44.
Ово насеље је великим делом насељено Србима (према попису из 2002. године), а у последња три пописа, примећен је пад у броју становника.
|  |

| Демографија | Демографија | Демографија |
| Година      | Становника  | Становника  |
| ----------- | ----------- | ----------- |
| 1948.       | 688         |             |
| 1953.       | 690         |             |
| 1961.       | 642         |             |
| 1971.       | 414         |             |
| 1981.       | 343         |             |
| 1991.       | 237         | 234         |
| 2002.       | 152         | 152         |
| 2011.       | 99          |             |
| 2022.       | 95          |             |

| Етнички састав према попису из 2002.‍ | Етнички састав према попису из 2002.‍ | Етнички састав према попису из 2002.‍ | Етнички састав према попису из 2002.‍ | Етнички састав према попису из 2002.‍ |
| ------------------------------------ | ------------------------------------ | ------------------------------------ | ------------------------------------ | ------------------------------------ |
|                                      |                                      |                                      |                                      |                                      |
| Срби                                 | Срби                                 |                                      | 151                                  | 99,34%                               |
| Југословени                          | Југословени                          |                                      | 1                                    | 0,65%                                |
| непознато                            | непознато                            |                                      | 0                                    | 0,0%                                 |

| Година пописа     | 1948. | 1953. | 1961. | 1971. | 1981. | 1991. | 2002. |
| ----------------- | ----- | ----- | ----- | ----- | ----- | ----- | ----- |
| Број домаћинстава | 158   | 154   | 150   | 128   | 114   | 89    | 72    |

| Број чланова      | 1  | 2  | 3  | 4 | 5 | 6 | 7 | 8 | 9 | 10 и више | Просек |
| ----------------- | -- | -- | -- | - | - | - | - | - | - | --------- | ------ |
| Број домаћинстава | 32 | 17 | 11 | 8 | 3 | 1 | 0 | 0 | 0 | 0         | 2,11   |

| Пол    | Укупно | Неожењен/Неудата | Ожењен/Удата | Удовац/Удовица | Разведен/Разведена | Непознато |
| ------ | ------ | ---------------- | ------------ | -------------- | ------------------ | --------- |
| Мушки  | 70     | 17               | 46           | 6              | 1                  | 0         |
| Женски | 74     | 3                | 43           | 27             | 1                  | 0         |
| УКУПНО | 144    | 20               | 89           | 33             | 2                  | 0         |

| Пол    | Укупно                    | Пољопривреда, лов и шумарство | Рибарство                            | Вађење руде и камена | Прерађивачка индустрија       |
| ------ | ------------------------- | ----------------------------- | ------------------------------------ | -------------------- | ----------------------------- |
| Мушки  | 26                        | 2                             | 0                                    | 0                    | 5                             |
| Женски | 11                        | 3                             | 0                                    | 0                    | 5                             |
| УКУПНО | 37                        | 5                             | 0                                    | 0                    | 10                            |
| Пол    | Производња и снабдевање   | Грађевинарство                | Трговина                             | Хотели и ресторани   | Саобраћај, складиштење и везе |
| Мушки  | 0                         | 14                            | 0                                    | 0                    | 0                             |
| Женски | 0                         | 0                             | 0                                    | 0                    | 0                             |
| УКУПНО | 0                         | 14                            | 0                                    | 0                    | 0                             |
| Пол    | Финансијско посредовање   | Некретнине                    | Државна управа и одбрана             | Образовање           | Здравствени и социјални рад   |
| Мушки  | 0                         | 0                             | 2                                    | 1                    | 0                             |
| Женски | 0                         | 0                             | 0                                    | 0                    | 0                             |
| УКУПНО | 0                         | 0                             | 2                                    | 1                    | 0                             |
| Пол    | Остале услужне активности | Приватна домаћинства          | Екстериторијалне организације и тела | Непознато            | Непознато                     |
| Мушки  | 0                         | 0                             | 0                                    | 2                    | 2                             |
| Женски | 0                         | 0                             | 0                                    | 3                    | 3                             |
| УКУПНО | 0                         | 0                             | 0                                    | 5                    | 5                             |